# Бум! (театр-студия)
Театр-студия «Бум!» — кузнецкий театр-студия, существовавшая в 1979—2005 годах, являлась организатором шести фестивалей театров России и СНГ «Бумборамбия», проходивших с 1994 по 2005 годы в городе Кузнецк.

## История театра

Здание театра «Бум!»

Творческая биография молодёжного театра «Бум» начинается с 8 ноября 1979 года, когда в Доме культуры «Рассвет» Кузнецкой обувной фабрики был создан драматический кружок, который возглавил выпускник Куйбышевского института культуры Александр Калашников.
С самого начала Калашников поставил перед собой цель: из обычного кружка создать коллектив, который изменит устоявшееся представление о провинциальной художественной самодеятельности. Таким коллективом стал театр, получивший задиристое название «Бум», в котором обозначено его творческое кредо: «Бум» — так звучит колокол, «Бум» — так стучит человеческое сердце. Первый же спектакль «Бума» «У нас в Кузнецке ярмарка» был настоящим открытием для города. Никто не ожидал от только что зародившегося коллектива такого напора публицистической энергии яркой сценической формы и смелой, открытой, бескомпромиссной критики. При «Буме» также создана пионерская студия «Скворечник». Актёры «Бума» вели в студии уроки сценодвижения, сценической речи, выступали как помощники режиссёра.
Одними из первых работ театра были лирико-публицистический спектакль «Откровение», драматический диспут по пьесе А. Зака и И. Кузнецова «Два цвета», спектакль по повести В. Тендрякова «Ночь после выпуска», спектакль «451° по Фаренгейту» Р. Брэдбери.
Новый этап в творческой биографии «Бума» наступил в 1985 году. Театру стало не хватать замкнутого пространства сцены, зала, и он начинает осваивать жанр уличного театра. Возвращение к традиции народного балагана, скоморошества, уличного театра сделало сценической площадкой городские улицы, деревенские площади, просёлочные дороги.
Первый балаганный спектакль «Потешки» превратил театр в труппу весёлых бродячих актёров-скоморохов. На разукрашенных повозках, запряжённых лошадьми, добирались они на полевые станы, животноводческие фермы, в самые отдалённые сёла Кузнецкого района. Первое «балаганное» лето показало, что найдена новая перспективная форма, точно отвечающая стилю и духу «Бума». Однако сразу же встал вопрос о репертуаре. Современная драматургия, рассчитанная на традиционную театральную сцену, не способствует возрождению традиций уличного театра. Выход был найден простой и неожиданный. На язык балагана переводится уже имеющийся литературный материал. Так появился «Эффект Редькина» А. Козловского. Вершиной творчества «Бума» в жанре балагана можно считать спектакль по пьесе П. Вайса «О том, как господин Мокинпотт от своих злосчастий избавился», заявленный театром как эксцентриада в воздухе в стиле дель арте.
Прямым продолжением «Театра на повозках» стал «Театр на плотах» в 1988 году. На плотах с романтической феерией на воде по мотивам гриновских «Алых парусов» прошёл театр по реке Усе по Ульяновской и Самарской областям.
В 1991 году в жизни театра снова яркое событие: создание «Театра на мустангах» с пьесой С. Макеева «Ол Райт, ковбои!».
В 1994 году «Бум» расположился в небольшом собственном здании, которое отстроил коллектив театра. А также начато грандиозное по замыслу строительство театрально-паркового комплекса «Театроград», который должен был стать крупным фестивальным и культурным центром России. В Театрограде планировалось сочетание различных ландшафтов от леса до рек и скал, символов культур от античных развалин до старинного замка, городских пейзажей от аллей до водных каскадов. В центре комплекса должна была находиться ратуша — здание театра «Бум» с трансформируемыми сценой и залом на 300 мест. В 2000-х территория вместе со всеми постройками была отдана за долги театра, с 2011 года ведётся строительство православной церкви и жилых домов.
И в 1994 году «Бум» стал инициатором первого театрального фестиваля «Бумборамбия», прошедшего в Кузнецке. В 1998 году 18 молодёжных театров из Москвы приехали в Кузнецк на второй фестиваль «Бумборамбия».
Наиболее масштабным фестивалем был третий по счёту: «Бумборамбия 3» собрала более 25 тысяч зрителей. Всего «Бум» во главе с Александром Калашниковым организовал шесть театральных фестивалей «Бумборамбия».
В 2002 году «Бум» предстал в виде «Театра в огне». Действие проходило на крыше движущегося автобуса, с мощным барабанным боем, летающими акробатами, жонглёрами на ходулях на фоне фейерверков. Далее в планах А. Н. Калашникова «Бум» должен был стать театром на воздушном шаре, но эта идея не осуществилась.
В ноябре 2005 года после спектакля «Женитьба» по пьесе Н. В. Гоголя А. Н. Калашников простился с родным городом и уехал в Москву, где 9 июня 2011 скончался в московской больнице. Театр-студия «Бум!» прекратил существование.

## Актёры
- Алексей Булдыгин;
- Виктор Феклистов;
- Виктор Мальцев;
- Сергей Дегтярев
- Дмитрий Першин;
- Михаил Новиков
- Наталья Тескина;
- Сергей Нуштаев;
- Сергей Евдокимов;

## Постановки и спектакли
- В. Зак, А. Кузнецов «Два цвета», драматический диспут;
- А. Калашников, В. Коробко «У нас в Кузнецке ярмарка», народный балаган;
- И. Кац, А. Сазонов «Три шпаги на троих», пионерская романтическая комедия;
- A. Хмелик «Пузырьки», сатирическая комедия;
- В. Тендряков «Ночь после выпуска», психологическая драма;
- А. Гайдар «Мальчиш-Кибальчиш», современная фантазия;
- А. Калашников, Е. Дробышев «Мы играем Маршака», праздник детства;
- А. Калашников «Да здравствуют сладкоежки!», очень сладкое шоу;
- А. Калашников «Потешки», народный балаган;
- С. Маршак «Кошкин дом», народный балаган;
- Р. Бредбери «451° по Фаренгейту», антивоенная фантасмагория в стиле рок;
- А. Толстой «О братьях Никите и Мите», о капитане Гатерасе и трёх Табуреткиных, судебная история с весёлым финалом;
- Я. М. Стельмах «Спроси когда-нибудь у трав», размышления о «Молодой гвардии»;
- А. Калашников «Кружат над джунглями снежинки», новогоднее представление в африканских ритмах;
- А. Володин «Ящерица», притча каменного века;
- А. Козловский «Эффект Редькина», агитбуфф;
- С. Макеев «Ол райт, ковбой!», пьеса театра на мустангах;
- В. Шукшин «До третьих петухов», трагифарс;
- П. Вайс «О том, как господин Мокинпотт от своих злосчастий избавился», эксцентриада в воздухе в стиле дель’арте;
- А.Приставкин «Солдат и мальчик»;
- А. Грин «Алые паруса», романтическая феерия на воде;
- Н. Демчик «Ручная сорока»;[5]
- С. Маршак «Петрушка-иностранец»;
- А. Чехов «Свадьба»;
- И. Хантер «Враги»;
- «Не считай рубли — считай песенки» по пьесе М. Бартенева «Про Иванушку-дурачка», народный лубок;
- «Откровение», лирико-публицистическая поэма по произведениям Б. Васильева, Е. Евтушенко, В. Луговского, И. Сельвинского;
- О. Антонов «Смертельный номер»;
- «Белая ворона»;
- «Арлекиада»;
- Н. В. Гоголь «Женитьба» (последняя постановка театра). Роль Подколесина сыграл москвич Михаил Решётников.

## Участие в фестивалях
- 1989 — международный фестиваль уличных театров «Караван мира», Ленинград — спектакль «До третьих петухов»;
- 1992 — второй Международный фестиваль «Театральные каникулы-92», Москва — спектакль «Пузырьки»;
- 1992 — «Восточная Европа-92», Германия, Шведт — «Враги»;
- 1992 — XIII Международный фестиваль, Турция, Денизли;
- 1994 — «Бумборамбия-1». Фестиваль детских и юношеских любительских театров страны, Кузнецк;
- 1997 — «Бумборамбия-2». Фестиваль молодёжных театров «Московские каникулы», Кузнецк;
- 2000 — «Бумборамбия-3». Международный фестиваль уличных, площадных театров стран СНГ и Балтии, Кузнецк;
- 2001 — «Уличные театры мира», III Всемирная театральная Олимпиада, Москва — водная феерия «Алые паруса»;
- 2001 — «Бумборамбия-4». Фестиваль одного театра «Бум!» с гастролями по Пензенской области;
- 2003 — «Бумборамбия-5». Российский фестиваль театров пластики, движения, современной и классической хореографии, Кузнецк;
- 2004 — Международный театральный фестиваль в Испании;
- 2005 — «Бумборамбия-6». Международный фестиваль уличных, площадных театров стран СНГ и Балтии, Кузнецк.